# Johannes Suykerbuyk
Johannes Maria Suykerbuyk (ook: Suijkerbuijk) (Munstergeleen, 29 november 1959) is een Nederlands componist en musicoloog. Hij gebruikt ook het pseudoniem Joh.M.A. Wollf.

## Levensloop
Aan de Rijksuniversiteit Utrecht studeerde hij van 1978 tot 1984 musicologie bij o.a. Marius Flothuis, Jos Kunst en Kees Vellekoop. Hij deed doctoraal examen met een scriptie over de relatie tussen het vioolconcert van Alban Berg en de Berceuse Elégiaque van Ferruccio Busoni. Autodidactisch studeerde hij slagwerk, gitaar (akoestisch en elektrisch) en viool.
Gedurende zijn studietijd ontwikkelde hij een eigen compositietechniek (modaliteit gebaseerd op boventoonreeks met annexatie van dodecafonistische en seriële technieken). In 1982 ging zijn Perigaeum met het Utrechts Blazersensemble o.l.v. Leo Samama in première.

## Composities

### Werken voor orkest
- 1979 Ligeia, concertouverture nr. 2 voor orkest, opus 66
- 1979 The Fall of the House of Usher, voor orkest, opus 73[1]
- 1980 Spleen,  concertouverture nr. 3 voor orkest, opus 67
- 1980 The Usher Resurrection, concertouverture nr. 5 voor orkest, opus 74[1]
- 1980 Romance, voor orkest, opus 60
- 1980 Pantomime, concertouverture nr. 1 voor orkest, opus 64
- 1981 Four Erotic Verses, voor bariton en orkest, opus 65
- 1981 The Sophomoric Resuscitated, concertouverture nr. 4 voor orkest, opus 69
- 1981 Tædium Vitæ, concertouverture nr. 6 voor orkest, opus 72
- 1981 Symfonie nr. 2 - Ainulindalë, voor orkest, opus 76
- 1981 L'Exsudance de l'Amour Exempt, concertouverture nr. 7 voor orkest, opus 78
- 1982 Melyanna, Symfonietta voor orkest, opus 70
- 1982 Sleep of Yavanna, Symfonietta nr. 2 voor orkest, opus 75
- 1982 Carmen, voor orkest,  opus 61
- 1982 Das Reale Leiden "Ein Wiegenlied für Lady Macbeth", voor alt en orkest, opus 62
- 1982 Camaïeu, voor orkest, opus 77
- 1983 Eleonore, concertouverture nr. 8 voor orkest, opus 79
- 1983 Lueur Tamisante, camaïeu nr. 2 voor orkest, opus 81
- 1983 Konzertsatz, voor viool en klein orkest, opus 82
- 1983 Glyptique, camaïeu nr. 3 voor orkest, opus 85
- 1983 Het Gevecht met de Nachtegalen, camaïeu nr. 4 voor orkest, opus 86
- 1984 Zwerversliefde, concertaria nr. 3, voor bariton en orkest, opus 84
- 1988 Choreograffiti, een choreographische fantasie voor strijkorkest, opus 87 - ook in een versie voor orkest op. 87a
- 2001 Anticipation, een tableau voor 17 spelers, opus 97
- 2010 Symfonie nr. 5 - Geschichte aus Dodona, voor orkest, opus 98
- 2010 Threnody, voor orkest, opus 116
- 2011 Symfonie nr. 6 - Ad augusta per angusta, voor orkest, opus 104
  1. Lacrimosa
  2. Sursum Corda
- 2011 I Loved Thee, voor orkest, opus 107
- 2011 Scène de Ballet, voor orkest, opus 112
- 2012 L'Aube sur le Jardin des Fantasmes, voor orkest, opus 111

### Werken voor harmonie- en fanfareorkest
- 1981 Perigæum, voor groot blazersensemble, opus 63
- 1981 Nachtgewächse - Dem Andenken Schönbergs, voor alt en groot blazersensemble, opus 68
- 1985 Lenz een vertaling voor blaasorkest, opus 4
- 1986 Embateria II kleine mars voor fanfareorkest, opus 8
- 1986 Drei Arien, voor fanfareorkest, opus 9
- 1986 Eine Mignonade, vier Effigien romantischer Aesthätik - voor fanfareorkest
  1. Zärtlich fliessend
  2. Ruhig bewegt
  3. Schwungvoll
  4. Wuchtig
- 1987 Feierlich langsam klankstudie voor harmonieorkest, opus 11a
- 1988 Kalybelnaja In memoriam Sergej Prokofjev voor fanfareorkest
- 1988 Pesnja devuški (Pesnya devushki) - Lied eines jungen Mädchens, opus 10, Ruthenische Rhapsodie Nr. 1 voor harmonieorkest
- 1988 Kharoshaya zhizn Ruthenische Rhapsodie Nr. 2, opus 12 voor fanfareorkest
- 1989 Zhelanie - symphonic movement - opus 13
- 1989 Dance of the shadows "Plyas Teni" opus 15a
- 1989 Danse russe opus 16, voor fanfareorkest
- 1989 Round for two dancers "krugom" opus 18
- 1990 Zima - an overture for winter - opus 17
- 1990 Fanfare - prelude for a festival - voor koperblazers en slagwerk
- 1990 Skazka (a fairytale) opus 20
- 1990 Symfonie nr. 4 "Komu Dmitru" - In memoriam Dmitri Sjostakovitsj, voor harmonieorkest, opus 21
  1. Quieto
  2. Largamente
  3. Pesante
  4. Scherzando
- 1990 Pictures on a landscape "Kartinyi po peyzazhu", voor fanfareorkest, opus 22
  1. Sumerky na Dnestre (Dusk over the Dnyestr)
  2. Nochnoy veter (Nocturnal wind )
- 1991 Basnya, voor tuba en harmonieorkest
- 1991 Pagan suite, voor fanfareorkest, opus 24
  1. Brusco
  2. Pesante
  3. Risoluto
  4. Brusco
- 1992 Cradle song
- 1991 Dramatic prelude voor Nikolaj Gogols The robe, opus 25
- 1992 Little dance
- 1992 Melody
- Kleinrussische suite (Ruthenian suite), opus 14
  1. Pesenka = lied
  2. Pribautka = een poets
  3. Skaz = de vertelling
  4. Pljaska = de dans

### Kamermuziek
- 1992 Allegro Deciso voor altsaxofoon en orgel, opus 91
- 1992 Duma - Chto mne delat voor altsaxofoon en orgel, opus 94
- 1995 Songs and Dances voor blazerskwartet (fluit, hobo, klarinet en fagot)
  1. Deciso
  2. Allegro moderato
  3. Comodo
  4. Calmo
  5. Lento
  6. Allegretto
- 1995 Vesnyanka III, voor klarinetkwintet of -ensemble, opus 93
- 2009 Choreograffiti II, een choreografische fantasie voor strijkoctet,  opus 98
- Vesnyanka II, voor strijkkwartet, opus 96
- 2010 Ubi sunt opus 105, voor fluit, vibrafoon en strijkkwartet
- 2010 ninna nanna per i non nati opus 109, voor sopraan en viool
- 2011 A Garland of Dandelions opus 100, voor blazersdecet (2 fluiten, 2 hobo's, 2 klarinetten, 2 hoorns en 2 fagotten)
- 2012 Sfogliando una Margherita opus 118, voor fluit, altfluit, hobo, Engelse hoorn, klarinet, basklarinet, fagot, piano, harp, strijkkwartet

### Werken voor piano
- 1987 Vier Noveletten opus 88
- 1991 Toccata-Etude opus 90
- 2009 Ten Miniatures,  reminiscences and reflections for piano, opus 95
- 2009 Ulalume, ballade voor piano, opus 99
- 2009 Scene da una Barriera Corallina, impromptu over kleuren, lichten en bewegingen voor piano, opus 101
- 2009 Frames from a Childhood, acht bagatellen voor piano, opus 102 
  1. Rain on a Doll House Window
  2. Hopscotch along the Way
  3. Lulling a sorry Doll
  4. Romping on the Lawn
  5. Pareidolia
  6. Anger and Anxiety over a lost Marble
  7. Flying with the Butterflies
  8. When the Storybook closes